# 溶溪镇
溶溪镇，是中华人民共和国重庆市秀山土家族苗族自治县下辖的一个乡镇级行政单位。

## 行政区划
溶溪镇下辖以下地区：
晨光社区、红光社区、柳水村、梨园村、罗家村、高楼村、石板村和回星村。